# Прапор Бережан

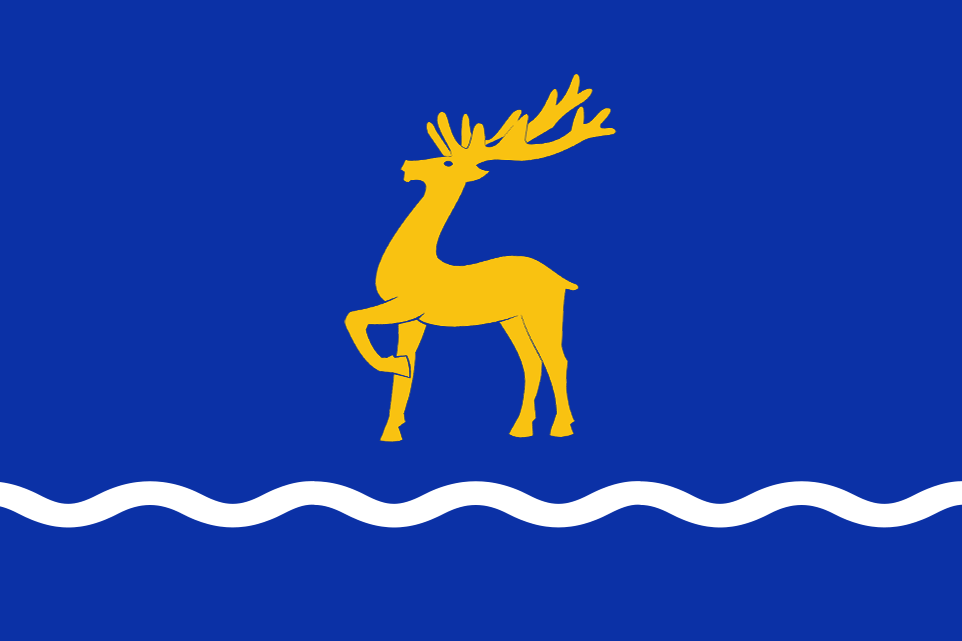
Прапор міста Бережани.
Затверджений 9 червня 1998 року рішенням Бережанської міської ради
Прапор міста являє собою прямокутне полотнище синього кольору із співвідношенням ширини до довжини 2:3. У центрі полотнища розташоване зображення золотого гордого оленя, який уособлює природні багатства краю, волелюбність та свободу. Під оленем – срібна хвиляста стрічка, що символізує річку Золота Липа.

Пра́пор Бережа́н — офіційний символ міста Бережани Тернопільської області, затверджений 9 червня 1998 року рішенням Бережанської міської ради. Автор — Богдан Тихий.

## Опис прапора
Прапор міста являє собою прямокутне полотнище синього кольору із співвідношенням ширини до довжини 2:3. В центрі полотнища розташоване зображення золотого гордого оленя, який уособлює природні багатства краю, волелюбність та свободу. Під оленем — срібна хвиляста стрічка, що символізує річку Золота Липа.